# 개령향교 대성전
개령향교 대성전(開寧鄕校 大成殿)은 대한민국 경상북도 김천시 개령면 동부리, 개령향교에 있는 건축물이다. 1985년 8월 5일 경상북도의 문화재자료 제119호로 지정되었다.

## 개요
향교는 공자와 여러 성현께 제사를 지내고 지방민의 교육과 교화를 위해 나라에서 세운 교육기관이다.
개령향교는 조선 성종 4년(1473)에 관학산 밑에 처음 지었는데, 광해군(재위 1608∼1623) 때 동쪽으로 옮겼다가 헌종 3년(1837)에 지금 있는 자리로 옮겨 지은 것이다. 일제시대 폐교되어 금산향교에 합쳐졌다가 1946년 복원하였고 여러 차례 보수를 거쳐 오늘에 이르고 있다.
정문인 외삼문을 들어서면 앞쪽에 교육 공간인 명륜당이 있고, 그 뒤에 있는 내삼문을 통해 들어서면 제사 공간인 대성전을 배치하였다. 대성전은 공자를 비롯하여 중국과 우리나라 유학자의 위패를 모시고 있다. 앞면 4칸·옆면 3칸 규모이며, 지붕은 옆면에서 볼 때 사람 인(人)자 모양인 맞배지붕이다. 지붕 처마를 받치기 위해 장식하여 만든 공포는 새 날개 모양으로 짠 익공 양식으로 꾸몄다.
조선시대에는 나라에서 토지와 노비·책 등을 지원받아 학생을 가르쳤으나, 지금은 교육 기능은 없어지고 제사 기능만 남아 있다.

## 참고 자료
- 개령향교대성전 - 국가유산청 국가유산포털